# Hypericum kotschyanum
Hypericum kotschyanum är en johannesörtsväxtart som beskrevs av Pierre Edmond Boissier. Hypericum kotschyanum ingår i släktet johannesörter, och familjen johannesörtsväxter. Inga underarter finns listade i Catalogue of Life.

## Bildgalleri

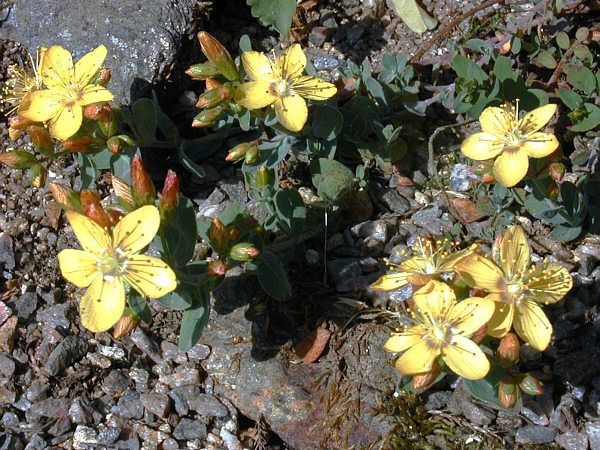